# Chevrolet Lumina
Der Chevrolet Lumina ist ein vom amerikanischen Autohersteller General Motors seit 1989 hergestellter PKW der oberen Mittelklasse. Das Fahrzeug wurde von Anfang 1989 bis Frühjahr 2001 in Oshawa (Kanada) hergestellt und löste sowohl den Chevrolet Celebrity als auch den Chevrolet Monte Carlo ab.
Als Lumina wurden in den USA zwei unterschiedliche Fahrzeuge bezeichnet, was anfangs zu einiger Verwirrung bei den Käufern führte. Neben einer Limousine mit der Bezeichnung Lumina Sedan wurde auch der Minivan Lumina APV angeboten.
Das letzte Modell wurde in Australien bei der GM-Tochter Holden hergestellt und nur auf wenigen Märkten angeboten.

## Erste Generation (1989–1994)
Ab Anfang 1989 wurde unter der Bezeichnung Lumina das offizielle Rennwagenmodell von Chevrolet für die NASCAR-Rennen geführt. Etwa zur gleichen Zeit kam das Serienfahrzeug mit demselben Namen in den Handel.

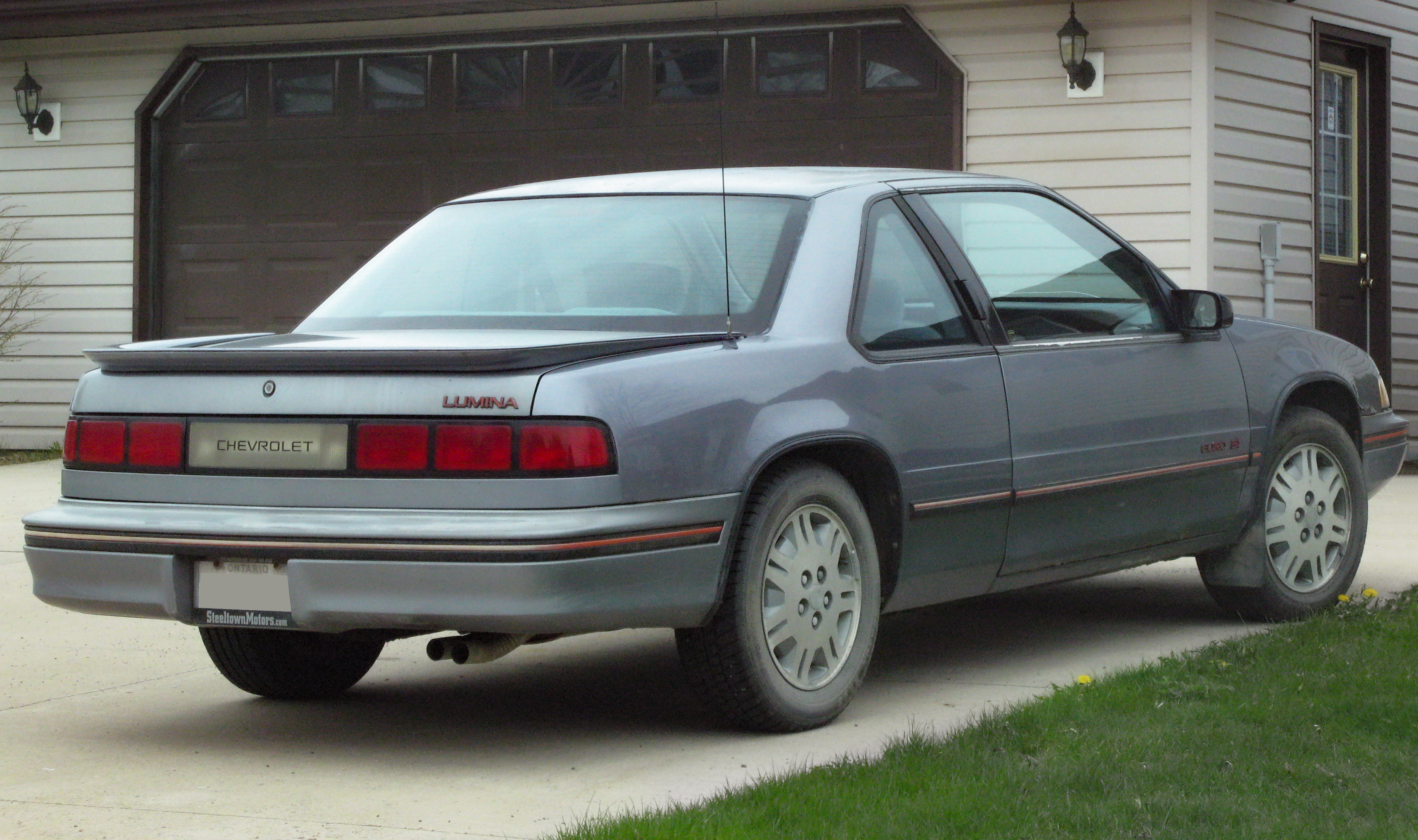
Chevrolet Lumina Z34 Sportcoupé (1991–1994)

Der amerikanische Chevrolet Lumina basierte auf der W-Plattform von General Motors, der ähnlich dem Pontiac Grand Prix, Oldsmobile Cutlass Supreme, Oldsmobile Intrigue, Buick Regal und Buick Century (nach 1996) war.
Obwohl sich der Lumina gut verkaufte, wurde GM in der Fachpresse dafür kritisiert, zu spät einen Konkurrenten für den Ford Taurus auf den Markt gebracht zu haben.

### Motoren
- Modelljahr 1993: 2,2-Liter-R4-Ottomotor, OHV-Ventilsteuerung, maximale Leistung 110 SAE-PS (82 kW)
- Modelljahr 1990–1992: 2,5-Liter-R4-Ottomotor (151 in3) GM Iron Duke engine, OHV-Ventilsteuerung, maximale Leistung 105–110 SAE-PS (78 kW–82 kW)
- Modelljahr 1990–1994: 3,1-Liter-V6-Ottomotor (191 in3) GM 60-Degree V6 Generation II, OHV-Ventilsteuerung, maximale Leistung 135–140 SAE-PS (101 kW–104 kW)
- Modelljahr 1991–1994: 3,4-Liter-V6-Ottomotor (207 in3), DOHC-Ventilsteuerung, GM 60-Degree V6 engine, maximale Leistung 200–210 SAE-PS (149 kW–157 kW)

### Lumina Z34
Die stärkere Version des Serienmodells war der im Frühjahr 1991 eingeführte zweitürige Coupé Lumina Z34. Dieser verfügte über einen 3,4-Liter-V6-Motor (Motorcode: LQ1) mit DOHC-Ventilsteuerung, der maximal 157 kW (210 SAE-PS) bei 5200 min−1 an Leistung erbrachte.
Die äußerlichen Änderungen waren z. B. von Werk an angebrachte Spoiler und einige an der Karosserie geänderte Formen, Lufteinlassschlitze in der Motorhaube, sowie ein spezielles Lenkrad. Der Grill wurde auch mit einem Panel in Wagenfarbe ausgeliefert. Das Ganze ähnelte somit dem Ford Taurus SHO.

## Zweite Generation (1994–2001)

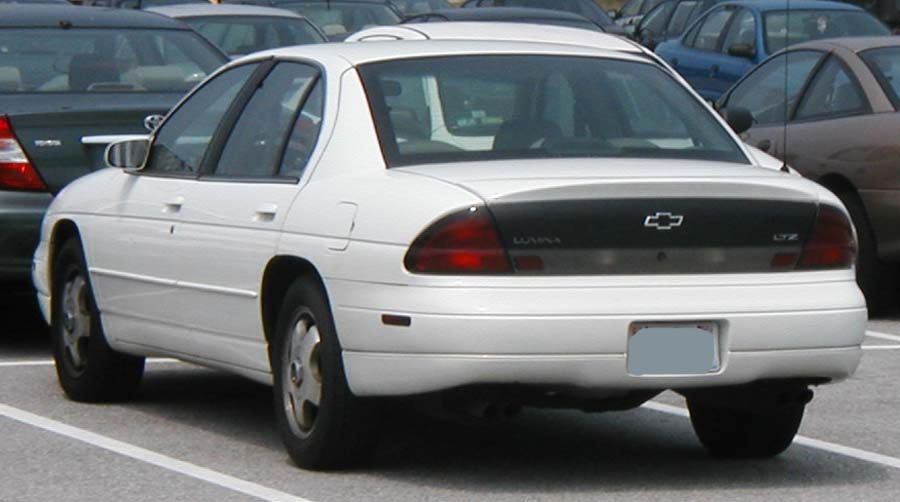
Heckansicht

Im Herbst 1994 wurde der Lumina rundum erneuert. Es blieb nur noch die Limousine, da das Lumina Coupé in Monte Carlo umbenannt wurde.
Der V6-Motor mit dem Motorcode LH0 wurde in den V6-Motor mit dem Motorcode L82 geändert, der auch als 3100 SFI bekannt ist. Von diesem Modell wurden auch spezielle Versionen für Polizei und Taxiunternehmen produziert, nachdem die Produktion des Chevrolet Caprice 1996 eingestellt wurde.
Eine sportlichere Variante des Fahrzeugs (Lumina LTZ) kam Anfang 1997 auf den Markt, um die eingestellten Modelle Impala SS und Caprice zu ersetzen. Die Version hatte Sporträder (ähnlich dem Stil des Impala SS), den 3,4-Liter-V6-Motor (der optional ab 1997 erhältlich war), einen Drehzahlmesser, und elektrisch verstellbare Sitze.
Der 3,4-Liter-V6-Motor wurde 1998 mit dem 3800-„Series-II“-Motor getauscht und etwa zeitgleich wurden auch die Airbags verbessert.
Am 26. April 2001 stellte General Motors die Produktion ein. Der Absatz des Lumina war seitens Chevrolet nicht mehr rentabel genug. Bereits im Herbst 1999 kam das Modell Chevrolet Impala wieder auf den Markt, das – nun mit Frontantrieb – als Nachfolger fungiert, der Chevrolet Lumina wurde ab demselben Jahr nurmehr für den Flottenbetrieb verkauft. Darunter rangiert der Chevrolet Malibu.
In einigen asiatischen Ländern lief die Fertigung des Lumina weiter und er wurde als Buick Century/Regal verkauft. In Lateinamerika wurde der Lumina unter dem Namen Chevrolet Omega angeboten.

### Motoren
- Modelljahr 1995–2001 3,1-Liter-V6-Ottomotor (191 in3), OHV-Ventilsteuerung, GM 60-Degree V6 Generation II, maximale Leistung 160–175 SAE-PS (119 kW–130 kW)
- Modelljahr 1995–1997 3,4-Liter-V6-Ottomotor (207 in3), DOHC-Ventilsteuerung, GM 60-Degree V6 LQ1 V6, maximale Leistung 210–215 SAE-PS (157 kW–160 kW)
- Modelljahr 1997–1999 3,8-Liter-V6-Ottomotor (231 in3), OHV-Ventilsteuerung, GM 3800 Series II V6, maximale Leistung 200 SAE-PS (149 kW)

## Außerhalb der USA

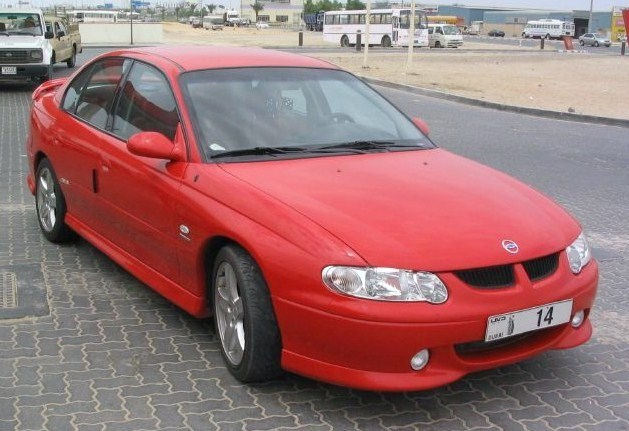
Chevrolet Lumina SS (2001)

Ab 1998 wurde auf Märkten des Nahen Ostens und in Südafrika ein neues Lumina-Modell angeboten. Es handelt sich hierbei um ein Schwestermodell des Holden Commodore VT/VX/VY/VZ (Lumina Sedan) bzw. Holden Monaro (Lumina Coupé) und wurde bis 2006 mit diesem in Australien gefertigt. Im Nahen Osten lief der Verkauf des Holden-Commodore-basierten Chevrolet Lumina bis 2017.
Auf den Philippinen wurde zwischen 2005 und 2008 eine umbenannte Version des Buick Regal als Chevrolet Lumina verkauft.
Auch die von 2006 bis 2013 produzierte Generation des Holden Commodore (VE) wurde als Chevrolet Lumina verkauft. In Südafrika wurde sogar der Holden Ute als Lumina Ute angeboten, allerdings jeweils nur das Topmodell Lumina SS bzw. Lumina Ute SS.
2013 wurde der Vertrieb in Südafrika eingestellt.